# Экдаль, Яльмар
Яльмар Экдаль (швед. Hjalmar Ekdal; род. 21 октября 1998, Стокгольм) — шведский футболист, защитник клуба «Бернли» и сборной Швеции.

## Клубная карьера
Является воспитанником «Броммапойкарны», где прошёл путь от детских команд до основной. 18 февраля 2017 года впервые попал в заявку на официальный матч с «Хельсингборгом» на групповом этапе кубка страны, но на поле не появился. В июне 2017 года отправился в США, где выступал в студенческой лиге за команду «Уилмингтон Сихоукс», за который провёл 20 игр и забил два мяча.
В апреле 2018 года Экдаль вернулся в Швецию, где подписал двухлетний контракт с «Фреем». Первую игру за новый клуб провёл 16 июня против «Вернаму», появившись на поле после перерыва. Также в июне между клубом и «Ассириской» было заключено соглашение о сотрудничестве, по которому защитник мог выступать за оба клуба.
19 июля 2019 года стал игроком «Хаммарбю», заключив двухлетнее соглашение с клубом, но оставшуюся часть сезона провёл во «Фрее». За основную команду «Байен» Экдаль не провёл ни одной официальной встречи, изредка попадая в заявку на матчи. В марте 2020 года отправился в аренду до конца года в «Сириус». В его составе 14 июня дебютировал в чемпионате Швеции во встрече с «Юргорденом», появившись на поле в стартовом составе.
В январе 2021 года подписал четырёхлетний контракт с «Юргорденом». Дебютировал за столичный клуб 21 февраля в кубковой игре с «Браге». В сентябре того же года был признан лучшим игроком месяца в лиге. По итогам сезона клуб занял третью строчку в турнирной таблице, а Экдаль был признан лучшим защитником года.
23 января 2025 года до конца сезона перешёл на правах аренды в нидерландский «Гронинген».

## Карьера в сборной
Провёл два товарищеских матча за юношескую сборную Швеции. 13 октября 2020 года дебютировал за молодёжную сборную в отборочном матче чемпионата Европы с Арменией, в котором шведы разгромили соперника со счётом 10:0.
1 декабря 2021 года был впервые вызван в национальную сборную Швеции на январские товарищеские игры против Финляндии. Однако, через некоторое время игры были отменены из-за пандемии коронавируса. Новый вызов в сборную Экдаль получил 18 мая 2022 года на игры Лиги наций УЕФА против Словении, Норвегии и Сербии.

## Личная жизнь
Яльмар является сыном известного шведского журналиста Леннарта Экдаля. Старший брат, Альбин, также профессиональный футболист, игрок национальной сборной Швеции.

## Клубная статистика
| Выступление      | Выступление      | Выступление      | Лига | Лига | Кубки | Кубки | Конт. кубки | Конт. кубки | Итого | Итого |
| Клуб             | Лига             | Сезон            | Игры | Голы | Игры  | Голы  | Игры        | Голы        | Игры  | Голы  |
| ---------------- | ---------------- | ---------------- | ---- | ---- | ----- | ----- | ----------- | ----------- | ----- | ----- |
| Фрей             | Суперэттан       | 2018             | 15   | 1    | 1     | 1     | 0           | 0           | 16    | 2     |
| Фрей             | Суперэттан       | 2019             | 30   | 2    | 3     | 1     | 0           | 0           | 33    | 3     |
| Фрей             | Итого            | Итого            | 45   | 3    | 4     | 2     | 0           | 0           | 49    | 5     |
| Ассириска        | Дивизион 1       | 2018             | 1    | 0    | 0     | 0     | 0           | 0           | 1     | 0     |
| Ассириска        | Итого            | Итого            | 1    | 0    | 0     | 0     | 0           | 0           | 1     | 0     |
| Сириус           | Алльсвенскан     | 2020             | 26   | 0    | 1     | 0     | 0           | 0           | 27    | 0     |
| Сириус           | Итого            | Итого            | 26   | 0    | 1     | 0     | 0           | 0           | 27    | 0     |
| Юргорден         | Алльсвенскан     | 2021             | 26   | 4    | 6     | 2     | 0           | 0           | 32    | 6     |
| Юргорден         | Алльсвенскан     | 2022             | 11   | 1    | 5     | 0     | 0           | 0           | 16    | 1     |
| Юргорден         | Итого            | Итого            | 37   | 5    | 11    | 2     | 0           | 0           | 48    | 7     |
| Всего за карьеру | Всего за карьеру | Всего за карьеру | 109  | 8    | 16    | 4     | 0           | 0           | 125   | 12    |